# Unciaal 053

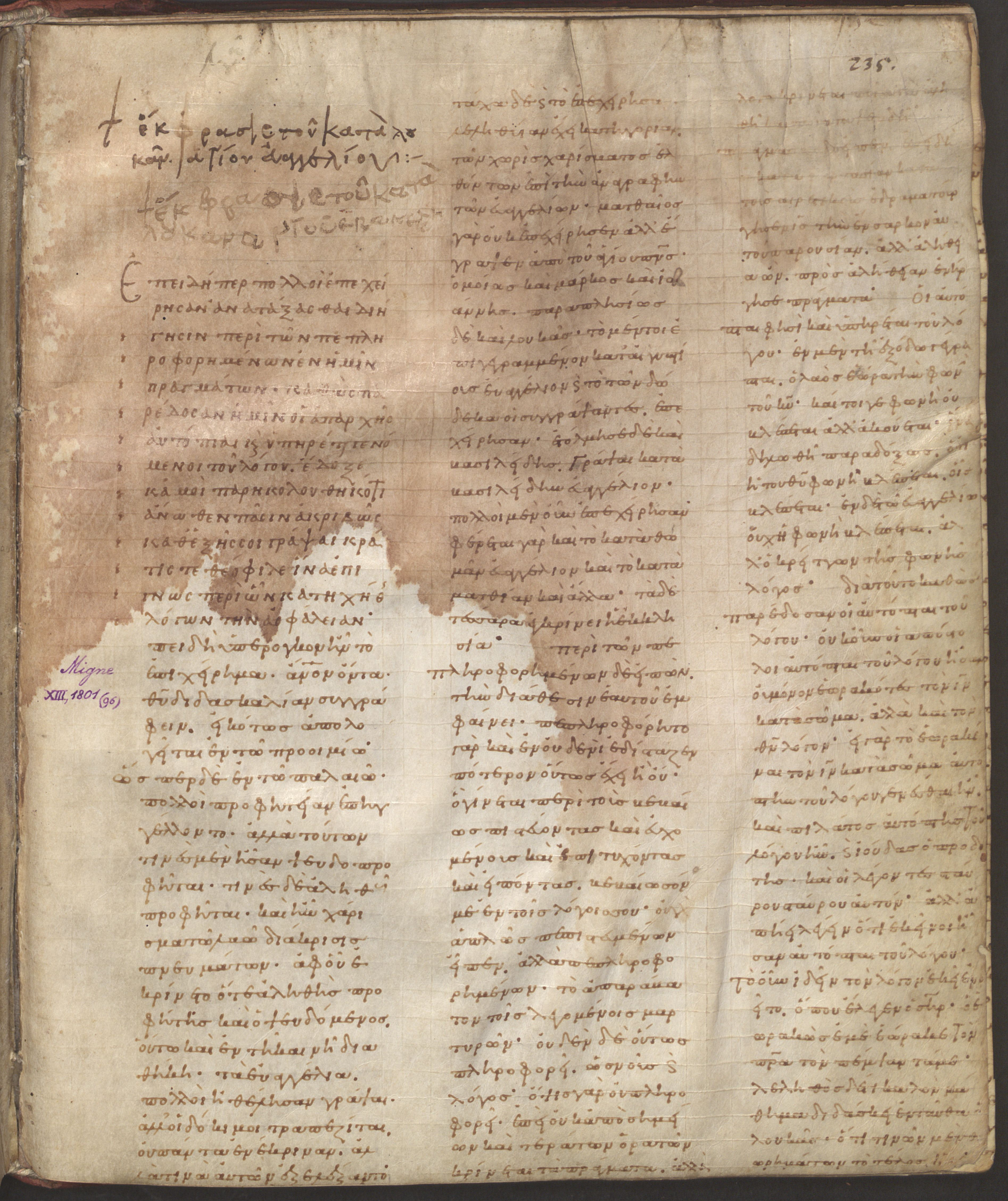

Unciaal 053 (Gregory-Aland) is een van de Bijbelse handschriften. Het dateert uit de 9e eeuw en is geschreven met hoofdletters (uncialen) op perkament.

## Beschrijving
Het bevat de tekst van de Evangelie volgens Lucas (1,1-2,40). De gehele Codex bestaat uit 14 bladen (27.5 x 23 cm) en werd geschreven in drie kolommen per pagina, 42 regels per pagina.
De Codex geeft de Byzantijnse tekst weer. Kurt Aland plaatste de codex in categorie V.

## Geschiedenis
Het handschrift bevindt zich in de Bayerische Staatsbibliothek (Gr. 208, fol. 235-248) in München.